# Koori
Koori (桑折町?) è una cittadina giapponese della prefettura di Fukushima.